# Theodor Ankarcrona
Theodor Ankarcrona, född Theodor Christophers, född 15 februari 1687, död 2 november 1750, var amiral, vetenskapsman och landshövding.

## Biografi
Vid sexårsåldern skickades Theodor Christophers till sin farbror i Amsterdam för att studera och lära ett yrke inom handeln. Han intresserade sig även för vetenskaper, främst för matematik samt för flottan. År 1708 anmälde han sig som frivillig hos den engelska flottan. Här fick han vara med om åtskilliga attacker på franska skepp i Engelska kanalen och utanför Amerikas kuster. Han fick så småningom löjtnants grad och en egen fregatt. 
År 1711 återvände Christophers till Sverige och anslöt sig till den svenska flottan. Han började som löjtnant och avancerade därefter snabbt i graderna. 1715 räddade han Karl XII från att bli instängd i Stralsund 1715. Som tack för detta dåd gjordes han till kommendör vid huvudflottan i Karlskrona och adlades till "Ankarcrona". 
År 1736 blev Ankarcrona  viceamiral och sex år senare amiral och amiralitetsråd. Han kom att bli en central figur i Sveriges försvars- och finanspolitik, där Ankarcronas erfarenheter av vetenskap och handel kom väl till pass. År 1742 valdes han in i den Kongl. Akademien, och han gav själv ut flera vetenskapliga skrifter. Mellan 1743 och 1750 var han landshövding över Stockholms län. Han var kommendör av Svärdsorden. Han var gift med sin syssling Catharina Beata von Schoting, född 1691-04-12, död 1770-04-22.
Ankarcrona valdes år 1740 in som ledamot nummer 56 av Kungliga Vetenskapsakademien.
I Stockholms län påminner en del milstolpar om Ankarcronas namn. Det var han som lät tillverka dem vid Kolmårdens marmorbruk, där han hade intressen. En välbevarad milstolpe med texten ”EN MIL FRÅN STOCKHOLM … ANKARCRONA LANDSHÖVDINGE” finns vid Gamla Södertäljevägen i Segeltorp.
Ankarcrona är begravd i S:t Jakobs kyrka i Stockholm.